# Divize E 2019/2020
Divize E 2019/20 byla 29. ročníkem moravskoslezské Divize E, která je jednou ze skupin 4. nejvyšší soutěže ve fotbale v Česku. Tento ročník začal v neděli 11. srpna 2019 úvodními zápasy 2. kola a předčasně skončil 8. března 2020 kvůli pandemii koronaviru v České republice.

## Formát soutěže
V sezóně se mělo utkat 14 týmů každý s každým dvoukolovým systémem podzim–jaro. 

## Změny týmů proti ročníku 2018/19
- Z MSFL 2018/19 sestoupilo do Divize E mužstvo FK Hodonín. Do MSFL nepostoupilo žádné mužstvo.
- Z Přeboru Zlínského kraje 2018/19 postoupilo vítězné mužstvo TJ Skaštice. Tým FC Brumov, který skončil na 3. místě, doplnil tabulku po odstoupení týmu SK Spartak Hulín.
- Z Přeboru Olomouckého kraje 2018/19 postoupilo vítězné mužstvo TJ Tatran Všechovice.
- Z Divize D přešla mužstva TJ Slovan Bzenec, FC Strání a FK Nové Sady.
- Do Přeboru Olomouckého kraje sestoupilo mužstvo TJ Sokol Ústí.
- Do nově vzniklé Divize F přešla mužstva 1. BFK Frýdlant nad Ostravicí, FK Nový Jičín, SFC Opava B, FK Bospor Bohumín, FC Slavoj Olympia Bruntál, MFK Havířov, FC Heřmanice Slezská a SK Dětmarovice.

## Konečná tabulka
Konečná tabulka při ukončení soutěže k 8. březnu 2020.
| Poř. | Tým                      | Z  | V | R | P  | VG | OG | B  |
| ---- | ------------------------ | -- | - | - | -- | -- | -- | -- |
| 1.   | FK Kozlovice             | 13 | 9 | 3 | 1  | 30 | 10 | 30 |
| 2.   | FC TVD Slavičín          | 13 | 9 | 2 | 2  | 39 | 10 | 29 |
| 3.   | 1. HFK Olomouc           | 13 | 9 | 1 | 3  | 26 | 12 | 28 |
| 4.   | FK Hodonín (S)           | 13 | 7 | 4 | 2  | 27 | 10 | 25 |
| 5.   | FC Vsetín                | 13 | 6 | 4 | 3  | 16 | 15 | 22 |
| 6.   | SK Hranice               | 13 | 6 | 2 | 5  | 21 | 22 | 20 |
| 7.   | FC Strání                | 13 | 5 | 4 | 4  | 20 | 17 | 19 |
| 8.   | TJ Skaštice (N)          | 13 | 5 | 3 | 5  | 37 | 28 | 18 |
| 9.   | TJ Slovan Bzenec         | 13 | 4 | 3 | 6  | 20 | 27 | 15 |
| 10.  | FK Nové Sady             | 13 | 4 | 2 | 7  | 21 | 24 | 14 |
| 11.  | 1. FC Viktorie Přerov    | 13 | 4 | 1 | 8  | 14 | 32 | 13 |
| 12.  | FK Šumperk               | 13 | 4 | 0 | 9  | 17 | 33 | 12 |
| 13.  | FC Brumov (N)            | 13 | 1 | 5 | 7  | 10 | 33 | 8  |
| 14.  | TJ Tatran Všechovice (N) | 13 | 0 | 2 | 11 | 11 | 36 | 2  |

- Z = Odehrané zápasy; V = Vítězství; R = Remízy; P = Prohry; VG = Vstřelené góly; OG = Obdržené góly; B = Body; (S) = Mužstvo sestoupivší z vyšší soutěže; (N) = Mužstvo postoupivší z nižší soutěže (nováček)

|  | Postup do MSFL 2020/21                      |
|  | Sestup do Přeboru Olomouckého kraje 2020/21 |
|  | Sestup do Přeboru Zlínského kraje 2020/21   |
|  | Přechod do Divize D 2020/21                 |